# Hubert Martin (homme politique)
Pour les articles homonymes, voir Martin et Hubert Martin.
Hubert Martin, né le 23 février 1912 à Briey et mort le 8 juin 2008 à Giraumont, est un homme politique français.

## Biographie
(juillet 2024).
"Fils d'un négociant en vins, Hubert Martin voit le jour le 23 février 1912 à Briey, au cœur du Pays-Haut, en Lorraine. Après avoir étudié à Nancy, au collège de La Malgrange puis à la faculté de médecine, il est fait prisonnier par l'armée allemande en 1940. Il passe alors dix-huit mois dans un stalag puis, revenu à la liberté, devient médecin aux mines de fer de Mancieulles avant de s'installer comme médecin généraliste. Il obtient ensuite le diplôme d'études spéciales d'électroradiologie et s'établit à Briey, en 1948, comme médecin radiologue.
Parallèlement à son activité professionnelle, il s'engage en politique. Il est élu maire de sa commune natale en 1959. Constamment reconduit à cette fonction, il conserve son mandat jusqu'en 1984. Il dote Briey d'un hôpital, d'un tribunal et d'un lycée.
Il sollicite également un mandat de député dans la sixième circonscription de Meurthe-et-Moselle, en novembre 1962. Candidat sans étiquette, il obtient 9 194 des 34 813 suffrages exprimés au premier tour, devancé par le communiste Jean Bertrand qui réunit 13 353 voix. Il est cependant élu au second tour avec 18 936 des 36 782 suffrages exprimés contre 17 846 au maire d'Auboué. Au Palais Bourbon, Hubert Martin siège au groupe Républicains indépendants. Membre de la commission des affaires culturelles, il rapporte en 1963 le projet de loi instituant une prestation familiale d'éducation spécialisée pour les enfants infirmes. Il est par ailleurs rapporteur pour avis du budget des constructions scolaires en 1965 et de celui du logement en 1966.
Le député lorrain se préoccupe surtout des difficultés du bassin minier et sidérurgique du Pays-Haut. Il se fait plus particulièrement l'avocat des mineurs de fer, nombreux à devoir se reconvertir après la suppression de leur emploi. Il plaide en 1963 pour que la sidérose soit reconnue comme maladie professionnelle des mineurs. En outre, ce médecin se soucie particulièrement des problèmes des hôpitaux et de la situation des handicapés.
Il est cependant battu aux élections législatives de mars 1967. Candidat républicain d'action sociale, le maire de Briey arrive en tête au premier tour avec 17 404 des 40 520 suffrages exprimés contre 16 809 voix pour Jean Bertrand. Mais en ne réunissant que 19 626 des 40 548 suffrages exprimés au second tour, il est défait par le candidat communiste sur lequel se portent 20 922 voix.
Il parvient néanmoins à reconquérir son siège de député dès juin 1968 sous l'étiquette des Républicains indépendants pour la défense de la République. Après avoir obtenu 18 344 des 38 148 suffrages exprimés au premier tour, il est réélu au second avec 20 629 des 38 646 suffrages exprimés contre 18 017 pour Jean Bertrand.
De retour au Palais Bourbon, il retrouve le groupe des Républicains indépendants et la commission des affaires culturelles. Il continue de s'intéresser aux questions de santé : il rapporte en 1970 les projets de loi sur le code de la santé publique et sur le personnel des établissements d'hospitalisation. Il n'a également de cesse de plaider en faveur des travailleurs handicapés et de leur reclassement.
Les problèmes économiques et sociaux du Pays-Haut demeurent ses principales préoccupations. Il s'exprime souvent sur la crise du bassin sidérurgique et minier lorrain, ainsi que sur la construction de l'autoroute de l'Est. Il vote la loi portant création et organisation des régions en 1972.
En mars 1973, il perd cependant une nouvelle fois son mandat de député : après avoir réuni 16 656 des 40 621 suffrages exprimés au premier tour, il n'obtient que 19 533 des 42 252 suffrages exprimés au second tour contre 21 719 au maire communiste de Jarny Gilbert Schwartz.
Il se présente alors aux élections sénatoriales du 22 septembre 1974. Après avoir réuni 565 des 1 791 suffrages exprimés au premier tour, le premier magistrat de Briey est élu sénateur au second tour avec 1 010 des 1 791 suffrages exprimés : il devance le président du conseil général Roger Boileau et le maire de Vandoeuvre Richard Pouille.
Il est ensuite réélu le 25 septembre 1983 avec 908 des 1 925 suffrages exprimés au second tour, après avoir obtenu 655 des 1 939 suffrages exprimés au premier.
Membre du groupe sénatorial des Républicains indépendants, il siège à la commission des affaires sociales de 1974 à 1977 puis au sein de la commission des affaires culturelles de 1977 à 1992. Il est également membre de la délégation parlementaire pour les problèmes démographiques à partir de 1980 et de la commission de surveillance et de contrôle des publications destinées à l'enfance et à l'adolescence de 1986 à 1990.
Comme à l'Assemblée nationale, c'est la situation économique de la Meurthe-et-Moselle, sinistrée par la crise des mines de fer et de la sidérurgie, qui occupe la plus grande place dans son action au Sénat. Il prend ainsi très souvent la parole à propos du chômage très élevé que connaît le département. Il plaide inlassablement pour l'implantation d'activités de reconversion industrielle afin de compenser les nombreuses suppressions d'emplois.
Hubert Martin s'intéresse également aux questions environnementales. Il rapporte pour avis le budget de l'environnement de 1976 à 1992 et le projet de loi sur le contrôle des produits chimiques en 1977. Il conduit aussi une mission sur les lieux du naufrage du pétrolier « Amoco Cadiz » en 1978.
Il continue inlassablement à s'engager sur les questions de santé qui lui tiennent à cœur, qu'il s'agisse de la reconnaissance de la sidérose comme maladie professionnelle ou des aides aux handicapés. Arguant de son expérience personnelle de médecin, il défend de même farouchement à la tribune du Sénat la loi Veil relative à l'interruption volontaire de grossesse en 1974.
Par ailleurs, il vote la loi fixant à dix-huit ans l'âge de la majorité en 1974, la loi portant réforme du divorce en 1975, la loi Peyrefitte renforçant la sécurité et protégeant la liberté des personnes en 1980, la loi Deferre relative aux droits et libertés des communes, des départements et des régions en 1982, la loi relative aux prestations de vieillesse, d'invalidité et de veuvage en 1982, la loi relative au revenu minimum d'insertion en 1988 et la loi constitutionnelle ajoutant à la Constitution un titre : « De l'Union européenne » en 1992. Il se prononce en revanche contre la loi portant abolition de la peine de mort en 1981.
Trente ans après avoir commencé une carrière parlementaire, il décide de ne pas solliciter un nouveau mandat sénatorial en septembre 1992 et de se retirer de la vie publique. Croix de guerre 1939-1945 et chevalier de la Légion d'honneur, il meurt le 8 juin 2008 dans son cher Pays-Haut, à Giraumont, à l'âge de 96 ans".

## Détail des fonctions et des mandats
Mandats parlementaires
- 25 novembre 1962 - 2 avril 1967 : député de la 6e circonscription de Meurthe-et-Moselle
- 30 juin 1968 - 1er avril 1973 : député de la 6e circonscription de Meurthe-et-Moselle
- 22 septembre 1974 - 1er octobre 1992 : sénateur de Meurthe-et-Moselle.